# Ďábel v temnotě
Ďábel v temnotě (v anglickém originále The Devil in the Dark) je 25. díl první řady seriálu Star Trek. Premiéra epizody proběhla 9. března 1967.
William Shatner, představitel kapitána Kirka, označil tuto epizodu jako svou nejoblíbenější.

## Příběh
Hvězdného data 3141.9 kosmická loď USS Enterprise (NCC-1701) vedená kapitánem Jamesem Tiberius Kirkem doráží na orbitu planety Janus IV, kde se nachází těžařská kolonie, která se potýká s neznámým tvorem, který v dolech zabil již přes padesát horníků.
Na povrchu se kapitán James T. Kirk, první důstojník Spock a Dr. Leonard McCoy setkávají s vrchním inženýrem kolonie Vanderbergem, který je informuje o situaci. Ačkoliv těžba probíhá již posledních 50 let, problémy se objevily až po odhalení nového naleziště na 23. patře. Nejprve začaly mizet důlní přístroje, objevovat se nové štoly, ale později byli zabiti první lidé. Horníci jsou vystrašeni. Pan Spock nechává zkoumat planetu senzory, ale neobjevuje žádnou známou formu života; přichází s teorií, že nemusí jít o životní formu na bázi uhlíku, jak ji známe, ale třeba o tvora, jehož základ tvoří křemík. Když je napaden jeden člen posádky Enterprise, kapitán Kirk a pan Spock se poprvé setkávají s neznámým tvorem. Po zásahu z phaserů na plný výkon se tvor sice stáhl, ale nezemřel. Další překvapivé zjištění je, že se tvor dokáže skálou pohybovat stejně rychle jako člověk vzduchem a disponuje kyselinou, která může zničit jakýkoliv přístroj nebo rozleptat napadenou osobu. Při podrobnějším skenování pan Spock zjišťuje, že v planetě je tolik specifických štol, že je nemohl vytvořit pouze jeden jedinec tohoto druhu. Je zřejmé, že tvorů je buď více, nebo jde o posledního svého druhu. Pan Spock několikrát apeluje na kapitána, aby tvor nebyl zabit, ale pouze polapen. Kapitán o tomto nechce ani slyšet, protože je tu stále značné riziko ztrát životů jeho posádky.
Čas se krátí, protože tvor zničil horníkům čerpadlo k zachování dýchatelného prostředí a pan Scott jej nebyl schopen opravit. Při pátrání kapitán Kirk objevuje stovky křemíkových konkrecí, z nichž jednu viděli již nahoře ve Vanderbergově kanceláři. Než pan Spock stihne dopovědět svou teorii, kapitán se znovu setkává s neznámým tvorem. Když dorazil pan Spock, Kirk drží neznámého tvora v šachu. Aby postoupili v komunikaci, pan Spock se rozhoduje použít splynutí myslí, ale daří se mu zjistit pouze to, že tvor trpí hroznou bolestí. Po tomto krátkém kontaktu se tvor odebral na skálu, kde nechal vypálen nápis „Ne zabít já“ a tedy není jasné, jestli žádá o slitování, nebo slibuje, že nikomu neublíží. Pan Spock se ještě při spojení dozvěděl, že sám tvor se označuje jako Horta. Aby se dozvěděl více, rozhoduje se s Hortou spojit přímým fyzickým kontaktem. Spolu s členy Enterprise pátrá také v dolech hrstka horníků, kteří se odmítli vzdát. Tu musí teď členové ochranky udržet před vstupem do části, kde je Horta, protože touží po její smrti. Na místo doráží i Dr. McCoy, ale jediné, co dokáže zjistit, je, že jde vlastně o kus skály. Tvor posílá Kirka ústy pana Spocka do vedlejší místnosti, kde kapitán zjišťuje, že křemíkové konkrece jsou vlastně vejce. Postupně vyplouvá na povrch, že dosud neznámý druh vlastně bránil svá vejce, která horníci ničili svou těžbou. Každých padesát tisíc let se rodí nová generace, kterou do narození hlídá pouze jediná Horta. Ta sama netouží po boji, ale jde o mírného tvora. McCoyovi se daří Hortu uzdravit za pomoci termobetonu, kterým ránu vytmelil.
Horta posléze souhlasí s tím, že s horníky bude spolu s mláďaty spolupracovat. Budou pro ně razit tunely neuvěřitelnou rychlostí a horníci budou sbírat odkryté nerosty. Ještě před odletem Vanderberg hlásí, že se z vajec začali klubat potomci a ti že odkryli rozsáhlá naleziště vzácných kovů. Enterprise tak může opustit orbitu planety Janus IV.